# Campionati europei di badminton 2021
I Campionati europei di badminton 2020 si sono svolti a Kiev, in Ucraina, dal 27 aprile al 2 maggio 2021. È stata la 29ª edizione del torneo, organizzato dalla Badminton Europe.

## Medagliere
| Posiz. | Nazione     | Oro | Argento | Bronzo | Totale |
| ------ | ----------- | --- | ------- | ------ | ------ |
| 1      | Russia      | 2   | 0       | 0      | 2      |
| 2      | Danimarca   | 1   | 2       | 4      | 7      |
| 3      | Bulgaria    | 1   | 0       | 0      | 1      |
| 3      | Spagna      | 1   | 0       | 0      | 1      |
| 5      | Germania    | 0   | 1       | 1      | 2      |
| 8      | Finlandia   | 0   | 0       | 1      | 1      |
| 8      | Paesi Bassi | 0   | 1       | 0      | 1      |
| 8      | Scozia      | 0   | 1       | 0      | 1      |
| 8      | Turchia     | 0   | 1       | 0      | 1      |
| Totale | Totale      | 5   | 5       | 10     | 20     |

## Podi
| Evento              | Oro                              | Argento                           | Bronzo                                |
| Singolare maschile  | Anders Antonsen                  | Viktor Axelsen                    | Kalle Koljonen                        |
| Singolare maschile  | Anders Antonsen                  | Viktor Axelsen                    | Hans-Kristian Vittinghus              |
| Singolare femminile | Carolina Marín                   | Line Christophersen               | Neslihan Yiğit                        |
| Singolare femminile | Carolina Marín                   | Line Christophersen               | Kirsty Gilmour                        |
| Doppio maschile     | Vladimir Ivanov / Ivan Sozonov   | Mark Lamsfuß / Marvin Emil Seidel | Kim Astrup Anders Skaarup Rasmussen   |
| Doppio maschile     | Vladimir Ivanov / Ivan Sozonov   | Mark Lamsfuß / Marvin Emil Seidel | Marcus Ellis Chris Langridge          |
| Doppio femminile    | Gabriela Stoeva / Stefani Stoeva | Chloe Birch / Lauren Smith        | Selena Piek / Cheryl Seinen           |
| Doppio femminile    | Gabriela Stoeva / Stefani Stoeva | Chloe Birch / Lauren Smith        | Maiken Fruergaard / Sara Thygesen     |
| Doppio misto        | Alina Davletova / Rodion Alimov  | Lauren Smith / Marcus Ellis       | Mark Lamsfuss / Isabel Herttrich      |
| Doppio misto        | Alina Davletova / Rodion Alimov  | Lauren Smith / Marcus Ellis       | Alexandra Bøje / Mathias Christiansen |